# شابنام لون
شابنام عبد الغني لون هي محللة سياسية كشميرية، ومحامية في المحكمة العليا في الهند، والابنة الصغرى لعبد الغني لون، وهو زعيم انفصالي قتل في مظاهرة في سريناجار في عام 2002. وهي الأخت الكبرى لسجاد لون، وهو وزير في جامو وكشمير.

## حياتها المهنية
بعد اغتيال والدها في عام 2007 دخلت المعترك السياسي، وترشحت في الانتخابات العامة سنة 2008 كمرشحة مستقلة لكنها خسرت بفارق ضئيل لعضوية الجمعية التشريعية لجامو وكشمير. احتجزها مسلحون مجهولون كرهينة في سريناغار، وتم تحريرها تحت سلطات حكومة جامو وكشمير.

## الجوائز
- حصلت على جائزة المعهد الببليوغرافي الأمريكي باعتبارها «امرأة بارزة في الألفية».[6]